# Chiesa di San Giorgio dei Genovesi (Palermo)
La chiesa di San Giorgio dei Genovesi è un edificio di culto situato nel centro storico di Palermo. È ubicata sito nel quartiere La Loggia presso La Cala.

## Storia
- 1424, È documentata la fondazione della Confraternita di San Luca presso l'omonima chiesa,[2] primitivo luogo di culto presso La Cala. Prima di questa sede, la comunità di genovesi di stanza a Palermo teneva le funzioni, patrocinava e seppelliva i morti nella cappella di loro proprietà ubicata nell'aggregato monumentale della chiesa di San Francesco d'Assisi.[3]
- 1576, Abbattuta la chiesa di San Luca, l'attuale luogo di culto fu edificato tra il 1576 e il 1596 dall'architetto piemontese Giorgio Di Faccio[4] con la collaborazione del mastro marmoraro Battista Carabbio a poca distanza dalle mura civiche e da «Porta San Giorgio», poli monumentali oggi scomparsi.[3] La costruzione della chiesa fu diretta conseguenza dell'importanza economica raggiunta alla fine del XVI secolo dai genovesi nella città, i quali avevano superato i pisani nel settore bancario del Regno di Sicilia.

Innalzare un nuovo edificio religioso tra la porta di uscita della città e il nuovo molo del porto, voluto dal senato cittadino, significava evidenziare la supremazia bancaria e mercantile. Molti furono i genovesi facoltosi che supplirono con prestiti di enorme entità alle crisi politiche ed economiche spagnole durante i regni di Carlo V e Filippo II. In qualità di banchieri e mercanti contribuirono le famiglie Bozolo, Castello, Costa, Doria, Ferrero, Lomellino, Marassi, Pallavicino, Pernice, Segno, Spinola.
Con l'ultimo recente restauro sono stati ricollocati i dipinti che decoravano le edicole e che confermano ulteriormente come Palermo di fine rinascimento fosse una città cosmopolita a livello europeo. L'attuale ricollocazione delle opere non risponde all'esposizione di Gaspare Palermo del 1816, tanto meno i patrocinii delle famiglie committenti e relative sepolture.
Nel 1963, Pier Paolo Pasolini filmò una scena iniziale di Comizi d'amore all'esterno della facciata principale. Nella sequenza è possibile notare parte del contesto colpito dai pesanti bombardamenti di vent'anni prima che azzerassero quasi del tutto il rione San Pietro, ed edifici poi inevitabilmente demoliti. Dopo un periodo di inattività, oggi la chiesa è utilizzata come spazio espositivo per mostre temporanee.

## Architettura

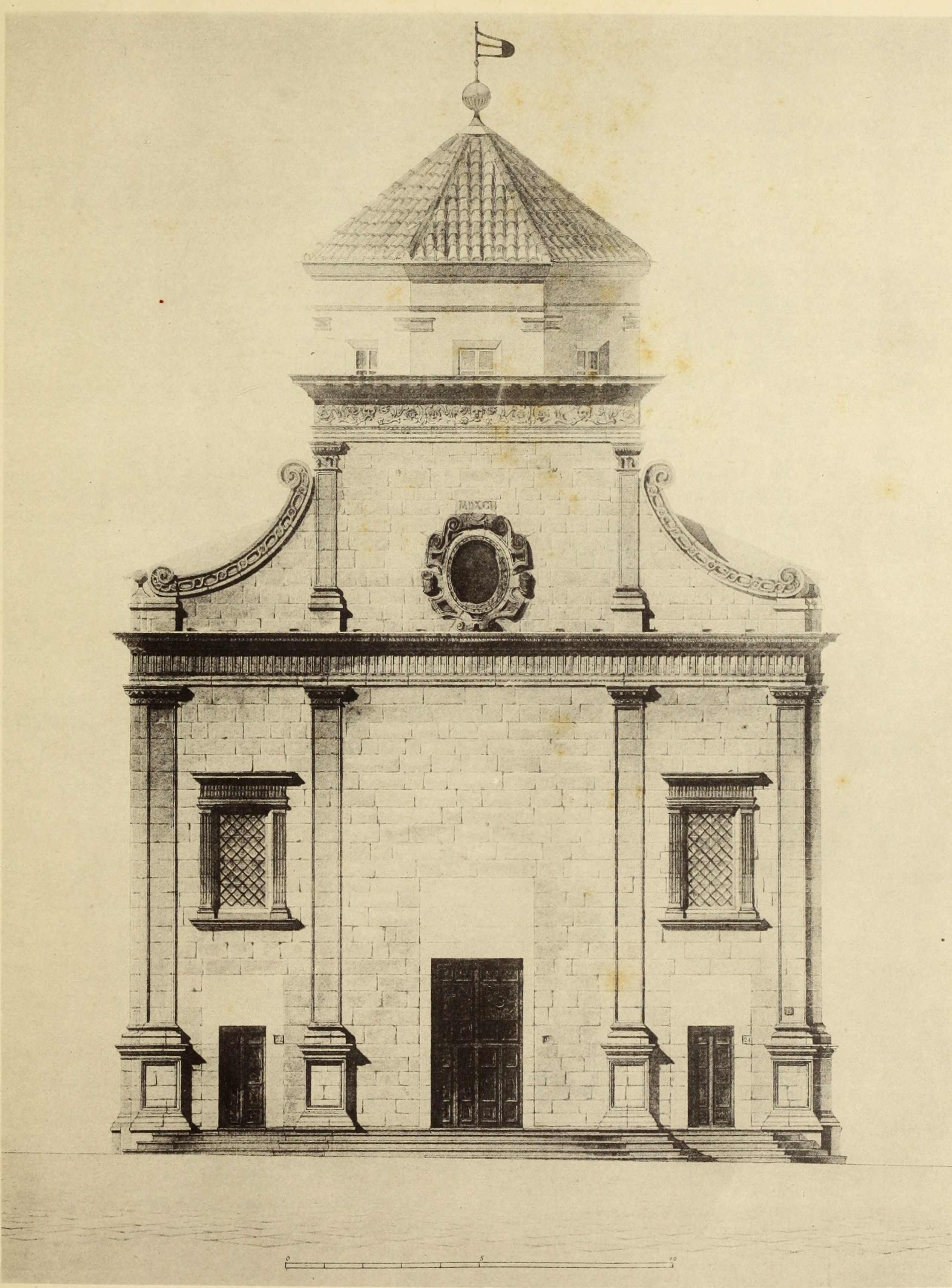
La facciata in un disegno dei primi del XX secolo.

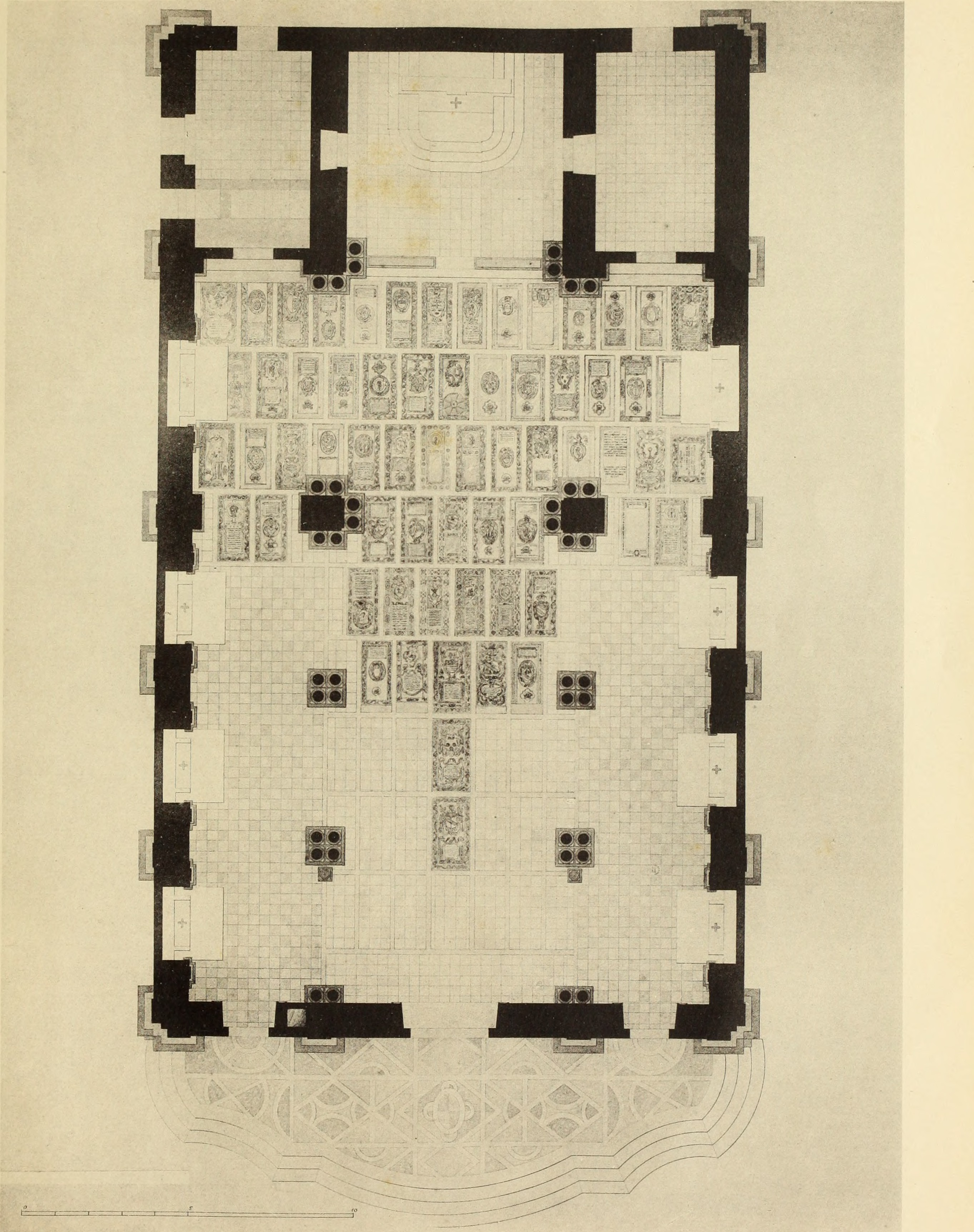
Pianta.

L'edificio ha pianta basilicale a croce latina ripartita in tre navate, prospetto rivolto a occidente, transetto sormontato e completato da cupola ottagonale. Negli esterni prevalgono le forme e stili di derivazione toscana mentre all'interno si denota il connubio tra arte di origine bizantina e normanna. Le navate poggiano su archi a tutto sesto sorrette da colonne binate o colonne gemini in marmo bianco di Carrara, i pilastri della cupola presentano colonne binate e sovrapposte sul fronte del presbiterio. L'insieme pone in risalto l'ambizione del progetto, poiché il costo dell'opera fu molto rilevante. All'interno dell'edificio molte sono le lapidi sepolcrali e le edicole marmoree che testimoniano la concorrenza esistente tra le più ricche famiglie genovesi allo scopo di garantirsi un prestigioso riconoscimento nella chiesa della Nazione.

### Facciata
La slanciata facciata è in stile rinascimentale suddivisa in due ordini da elaborato cornicione raccordati da eleganti volute con riccioli terminali. I tre ingressi del prospetto sono inquadrati da quattro altissime lesene con alti basamenti. I portali laterali sono sormontati da finestre con grate. Un oculo ovoidale dalla ricca decorazione si apre al centro del secondo ordine delimitato da ridotte lesene, sotto il frontone piatto di chiusura caratterizzato dalla ricca trabeazione con caratteri fitoformi. La chiesa non dispone di un portico a sottolineare l'utilizzo esclusivamente religioso della struttura che viene considerata uno degli esempi più importanti dell'architettura rinascimentale palermitana.

## Interno

### Presbiterio

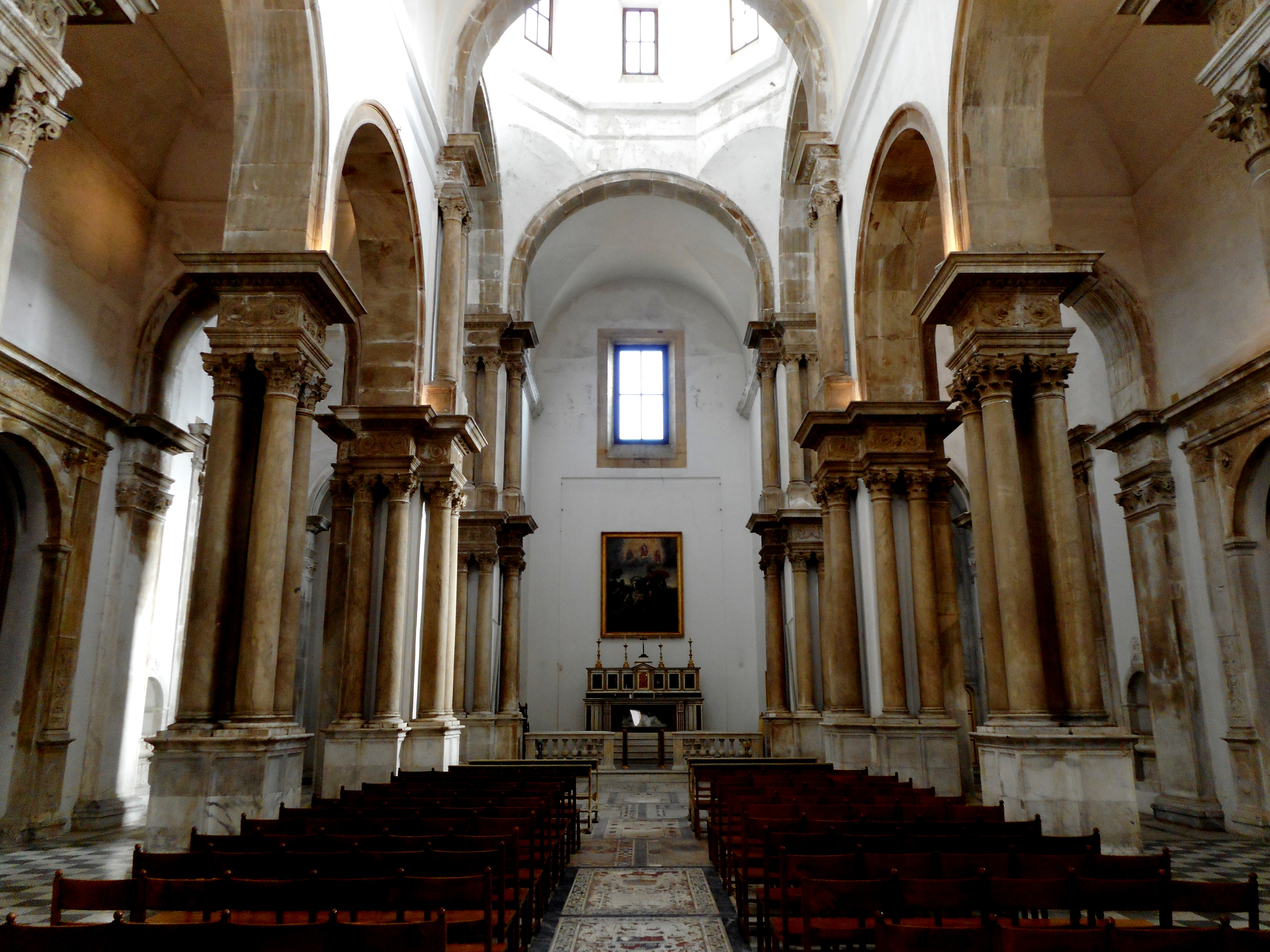
Interno della chiesa

Nel cappellone sull'altare maggiore è collocato il quadro raffigurante San Giorgio e il drago d'autore ignoto del XVII secolo. Sotto la mensa è collocata la statua in marmo di Santa Rosalia di Giovanni Battista Ragusa.
- Absidiola destra: Cappella della Vergine. Sull'altare è custodito il dipinto raffigurante San Luca dipinge la Santa Vergine di Filippo Paladini[1][6][7] del 1601 già documentato sulla parete della controfacciata.
  - Parete transetto destro: Cappella di San Giovanni Battista. Altare con Battesimo nel Giordano dipinto di Jacopo Palma del 1604.[1][8]
- Absidiola sinistra: Cappella di San Giorgio. Sull'altare è custodito il dipinto su tela raffigurante il Martirio di San Giorgio di Bernardo Castello del 1604.[1]
  - Parete transetto sinistro: Cappella del Crocifisso. Reliquiario del XVII secolo a parete con Crocifisso ligneo.[8]

Tutti gli altari delle cappelle laterali sono contraddistinti da sobri portali lapidei.

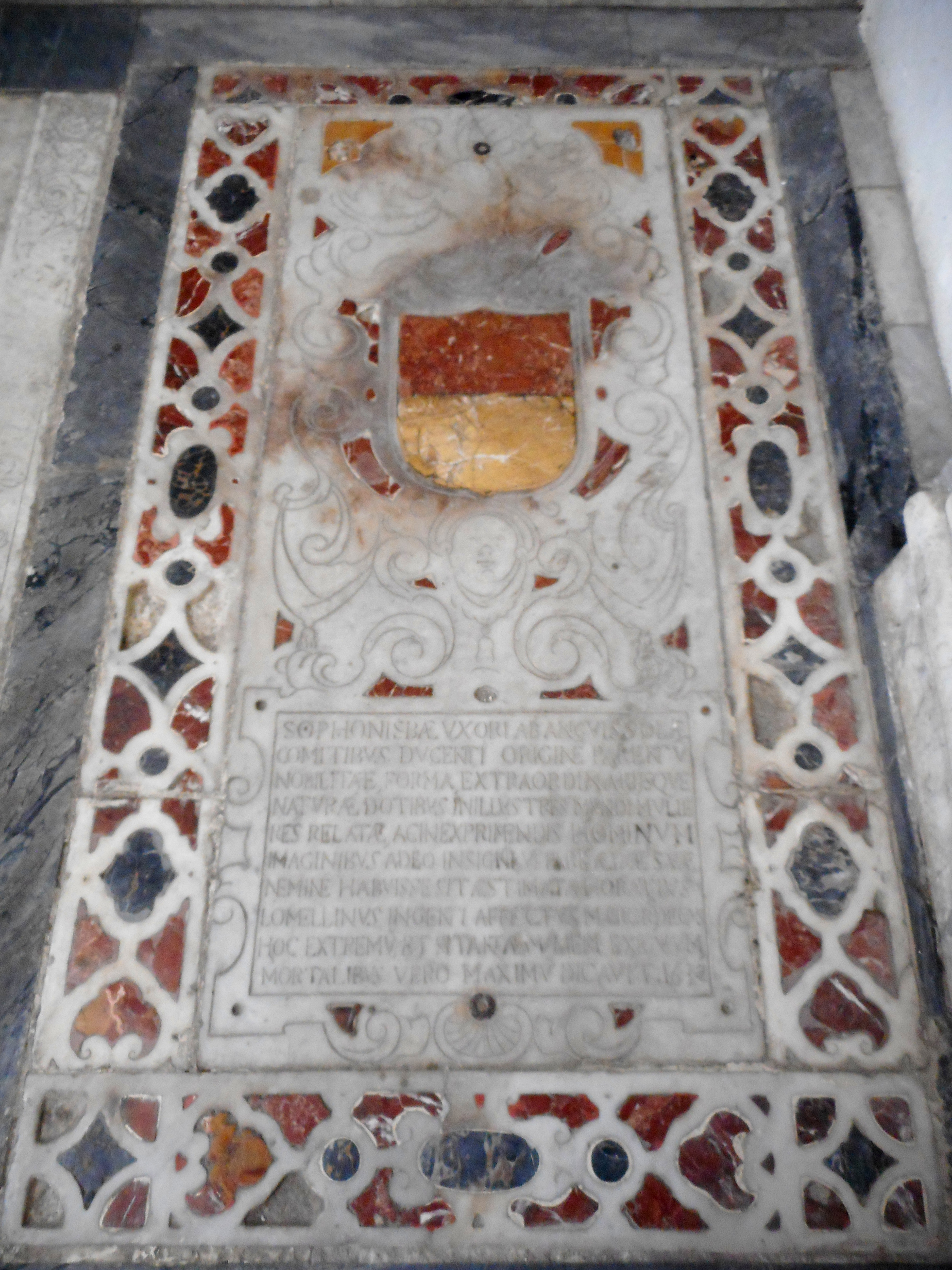
Lastra tombale di Sofonisba Anguissola

### Navata destra
- Prima campata: Cappella della Madonna del Rosario. L'altare custodisce il dipinto Madonna del Rosario e Santi di Luca Giordano.[1]
- Seconda campata: Cappella di San Vincenzo di Saragozza. L'altare custodisce il dipinto Il martirio di San Vincenzo di Saragozza di Jacopo Chimenti da Empoli del 1614.
- Terza campata: Cappella di Santo Stefano Protomartire. L'altare custodisce il dipinto Lapidazione di Santo Stefano Protomartire[9] del 1581 opera di Bernardo Castello,[1] la primitiva cappella era patrocinata dalla famiglia di Leonardo del Bene. Sarcofago funebre.
- Tumulo parietale.[9]
- Pozzo del Miracolo, la tradizione tramanda il miracolo operato dal beato Geremia nel 1455 nel riportare in vita una giovane donna.[9]

In fondo alla navata destra sul pavimento è posta la lapide sepolcrale in marmi mischi della celebre pittrice Sofonisba Anguissola sposa di Fabrizio Moncada e in seconde nozze del mecenate ligure Orazio Lomellini.

### Navata sinistra
- Prima campata: Cappella di San Francesco d'Assisi. L'altare custodisce il dipinto Estasi di San Francesco d'Assisi del palermitano Gerardo Astorino.[9]
- Seconda campata: Cappella della Patrona di Genova. L'altare custodisce il dipinto La Madonna Patrona di Genova di Domenico Fiasella rappresentante della scuola genovese.
- Terza campata: Cappella dell'Annunciazione. L'altare custodisce il dipinto Annunciazione quadro di Luca Giordano.[6] Sarcofago funebre.
- Tumulo parietale.[9]

## Dipinti
- Santissima Annunziata del 1521, opera patrocinata da Tommaso Lomellini.[9]
- Annunciazione di Jacopo Palma opera del 1594 patrocinata da Giovanni Agostino Signio.[1][8][10]
- San Vincenzo Martire del 1583, opera patrocinata da Andrea Molocello.[9]

## Cripta
I locali ipogei presentano degli affreschi e sono sfruttati per incontri culturali.

## Chiesa di San Luca
Primitivo luogo di culto.

## Confraternita di San Luca
- 1576, la Confraternita di San Luca era impossibilitata a sostenere le spese per il restauro del luogo di culto. La comunità genovese comprò la chiesa e i terreni circostanti, concordando con l'associazione una cappella ove seppellire i propri confrati, come controparte i genovesi avevano facoltà di demolire e ricostruire la chiesa dedicandola ad uno dei simboli storici della città di Genova: San Giorgio.

## Confraternita di San Giorgio dei Genovesi
- Il sodalizio è già attestato presso la chiesa di San Francesco d'Assisi.[2]